# Le Ore (magazine)
Le Ore était un magazine hebdomadaire italien. Fondé en 1953 comme revue d'actualité culturelle consacrée au cinéma, Le Ore cesse sa publication en 1967. À partir de 1970, l'éditeur Saro Balsamo reprend les publications comme revue érotique et, à partir de 1977, comme revue pornographique jusqu'en 2000, date à laquelle elle cesse de paraître.

## Histoire éditoriale

### Première série
Le Ore est fondé en 1953 en tant que magazine d'actualité cinématographique par Salvato Cappelli, Giuseppe Trevisani et Pasquale Prunas, actifs dans le domaine du photojournalisme. Il constitue une expérience de formation importante pour les journalistes et photographes qui seront actifs tout au long de l'après-guerre comme Mario Dondero. La formule de ce magazine est celle d'un journal composé presque exclusivement de photographies, dans lequel les textes écrits se présentent sous forme de légendes.
Les reportages sur les actrices du moment comme Claudia Cardinale, Marilyn Monroe, Sophia Loren et Gina Lollobrigida ne manquent pas. Ils correspondent aux goûts de l'époque et ne diffèrent pas des autres hebdomadaires photographiques. À partir des années soixante, il s'étoffe avec des informations politiques et littéraires. Le point culminant de Le Ore est la page que le poète Salvatore Quasimodo écrit chaque semaine. En 1967, le magazine suspend sa publication.

### Deuxième série
Il reprend ses publications en novembre 1970 sous forme de magazine érotique sous le titre Le Ore della week, à l'initiative de l'éditeur Saro Balsamo, d'abord softcore (avec organes masculins couverts et absence de relations sexuelles explicites) puis publiant de plus en plus images explicites. En février 1977, des changements permissifs dans la loi italienne en matière de moralité permettent à l'hebdomadaire de se transformer en un magazine hardcore. Il utilise, surtout au début en raison du manque temporaire de matériel photographique national, des collaborations avec des publications françaises de la presse internationale et de réimpressions d'anciennes galeries pornographiques scandinaves. À l'époque, la directrice était Maria Jatosti.
À l'hiver 1983, le magazine entame son partenariat avec Ilona Staller, salué par de nombreux panneaux publicitaires Le Ore, l'hebdomadaire qui brûle (Le Ore, il settimanale che scotta), légitimant définitivement la pornographie en Italie et affirmant la figure de la star du porno. Au fil des années, de nombreuses autres actrices, chanteuses et showgirls apparaîtront dans les pages du magazine, impliquées dans des scènes plus ou moins hardcore : parmi tant d'autres, Marisa Mell, Karin Schubert, Paola Senatore, Patty Pravo, Minnie Minoprio. Après quelques années de déclin, en 1987 le magazine renoue avec le succès grâce à la collaboration avec Moana Pozzi, qui dure jusqu'à la mort de l'actrice.
Avec l'avènement de la vidéo au domicile au début des années 90, la mort de Moana et les adieux de Cicciolina à la scène, le succès du magazine diminue progressivement  jusqu'à ce qu'il cesse de paraître en 2000.